# 小島健郎
小嶋 健郎（こじま たけお）は、日本の元アマチュア野球選手である。ポジションは投手。

## 来歴・人物
県立和歌山商業高等学校では、1964年夏の甲子園県予選準々決勝に進んだが、藤田平らがいた市立和歌山商に敗れた。
高校卒業後は、近畿大学に進学。関西六大学野球リーグでは在学中3回優勝。加納茂（電電近畿）とともにエースとして活躍し、1967年秋季リーグ、1968年秋季リーグの優勝に貢献。1968年秋の明治維新百年記念明治神宮野球大会の関西六大学選抜メンバーにも選出された。大学同期に藤原満、有藤道世らがいた。
1968年のドラフト会議で阪神から4位指名されたが入団を拒否し、日本生命に入社した。
1969年のドラフト会議でも中日から10位指名されたが再び入団を拒否し、チームに残留した。日本生命にはエース小弓場保がおり、あまり登板機会はなかったが、1970年の都市対抗では1回戦で三菱重工神戸を相手に先発している。1972年限りで現役引退。